# Lampona molloy
Lampona molloy là một loài nhện trong họ Lamponidae. Loài này được phát hiện ở Queensland.